# Свято-Вознесенський собор (Ізюм)
Свято-Вознесенський кафедральний собор у місті Ізюм, Харківська область; побудований і освячений в 1826 році. Він зведений замість попереднього, який знаходився на вулиці Замостянській на лівому березі Сіверського Дінця і внаслідок частих розливів річки почав руйнуватися. Саме в цьому, старому, храмі з'явилася в 1754 році Білгородському єпископу — святителю Йоасафу (Йосипу Горленко) ікона Божої Матері Піщанської.
Храм вирішений в стилі класицизму, однобанний з дзвіницею над західним притвором. 
У 1902—1903 роках було здійснено розширення храму добудовою бічних приділів та ще одного ярусу дзвіниці.
Був єдиним храмом Ізюма, у якому протягом радянського періоду не припинялись богослужіння.
Постраждав при боях за Ізюм в ході російського вторгнення в Україну 2022 року.

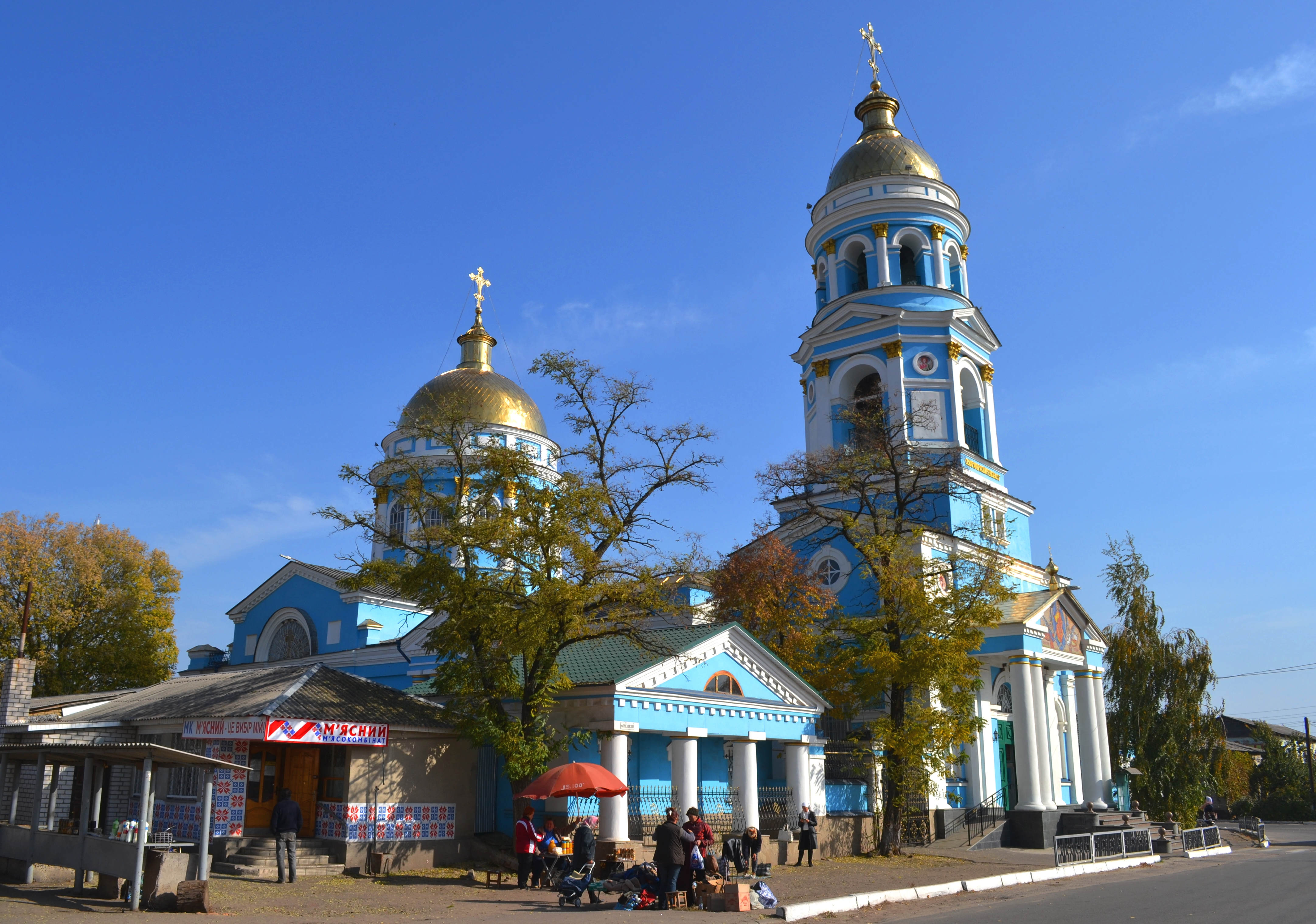
Вид на церкву (2014 рік)
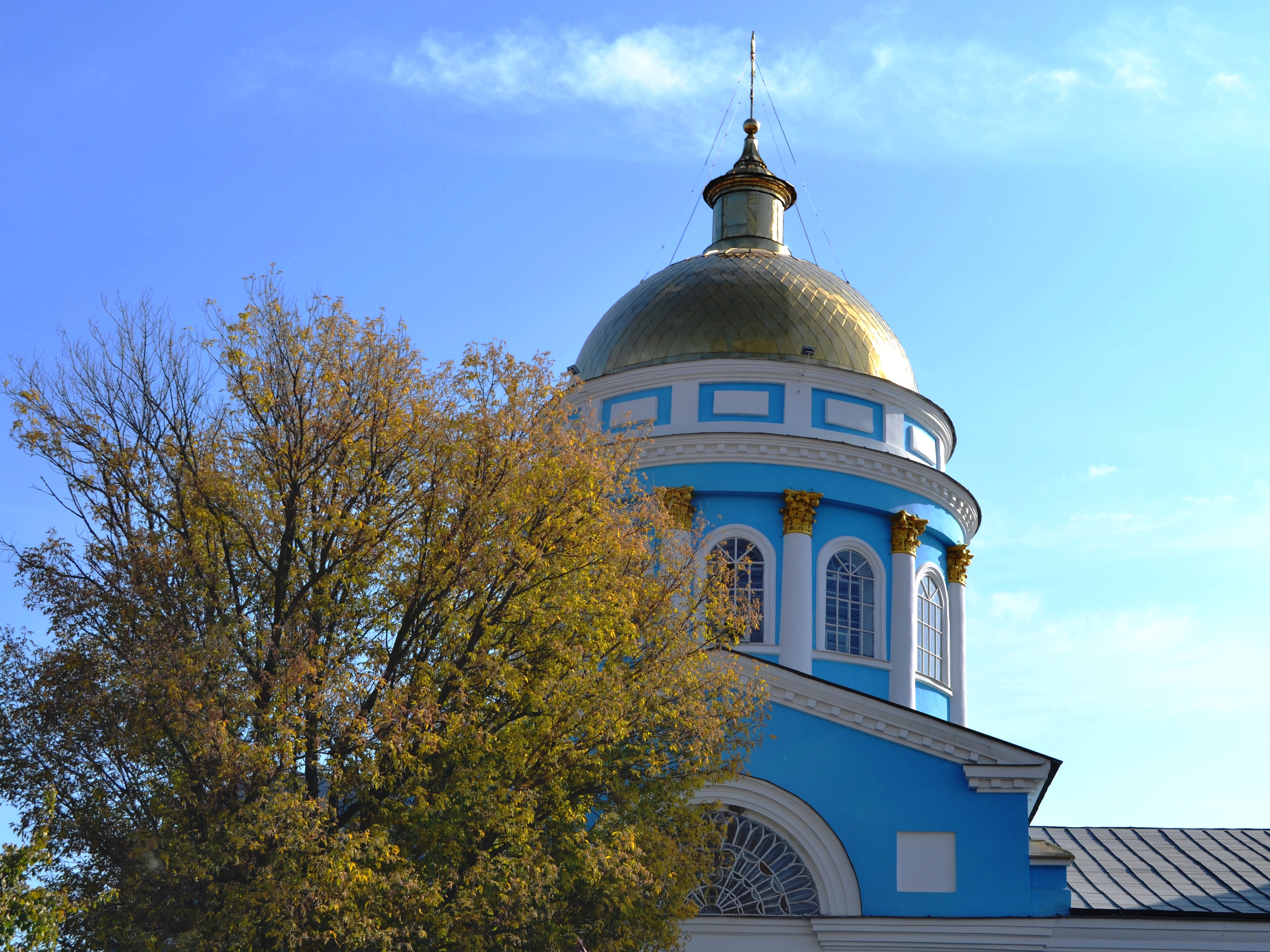
Вид на баню (2014 рік)
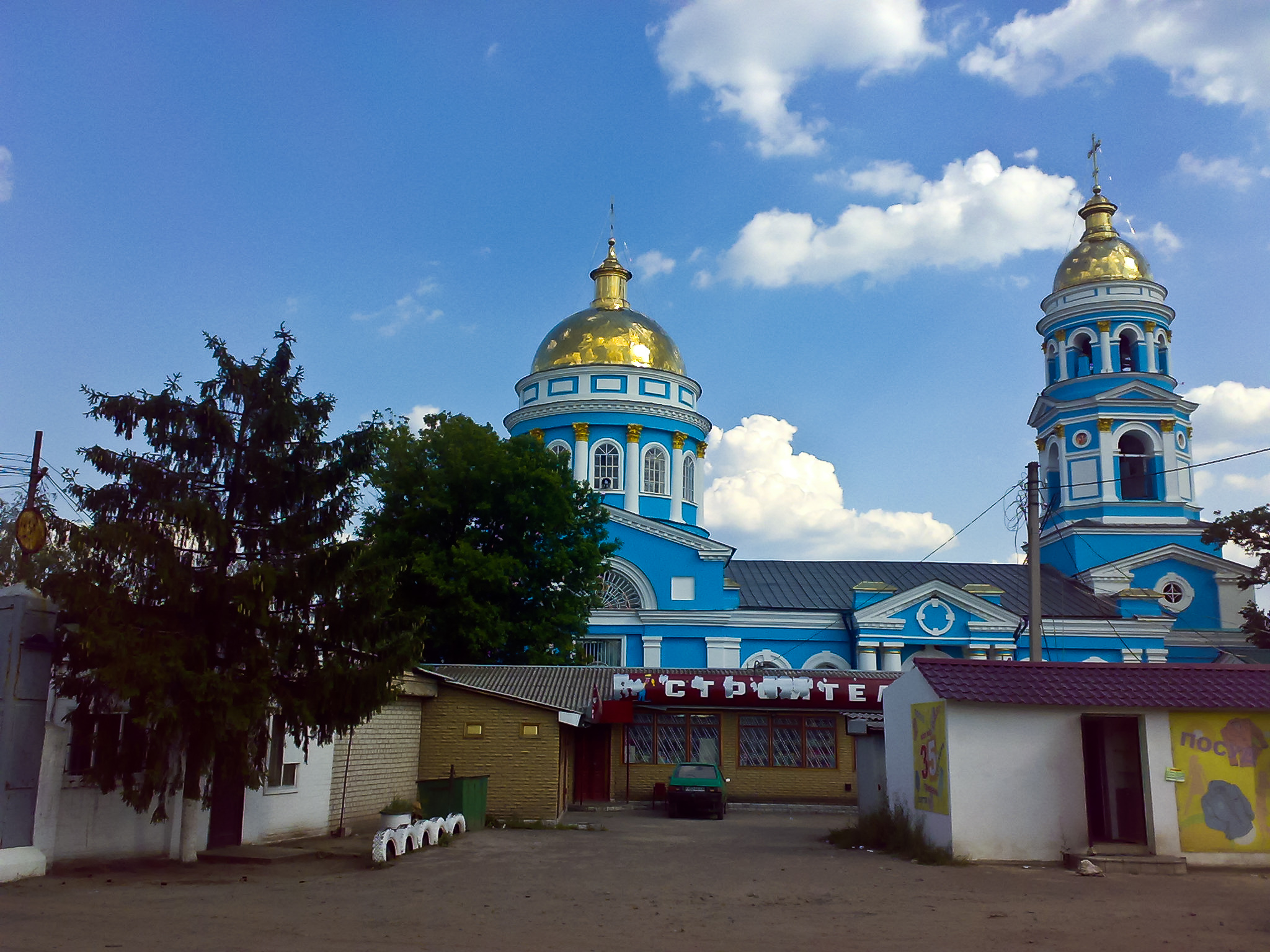
Вид на церкву (2012 рік)
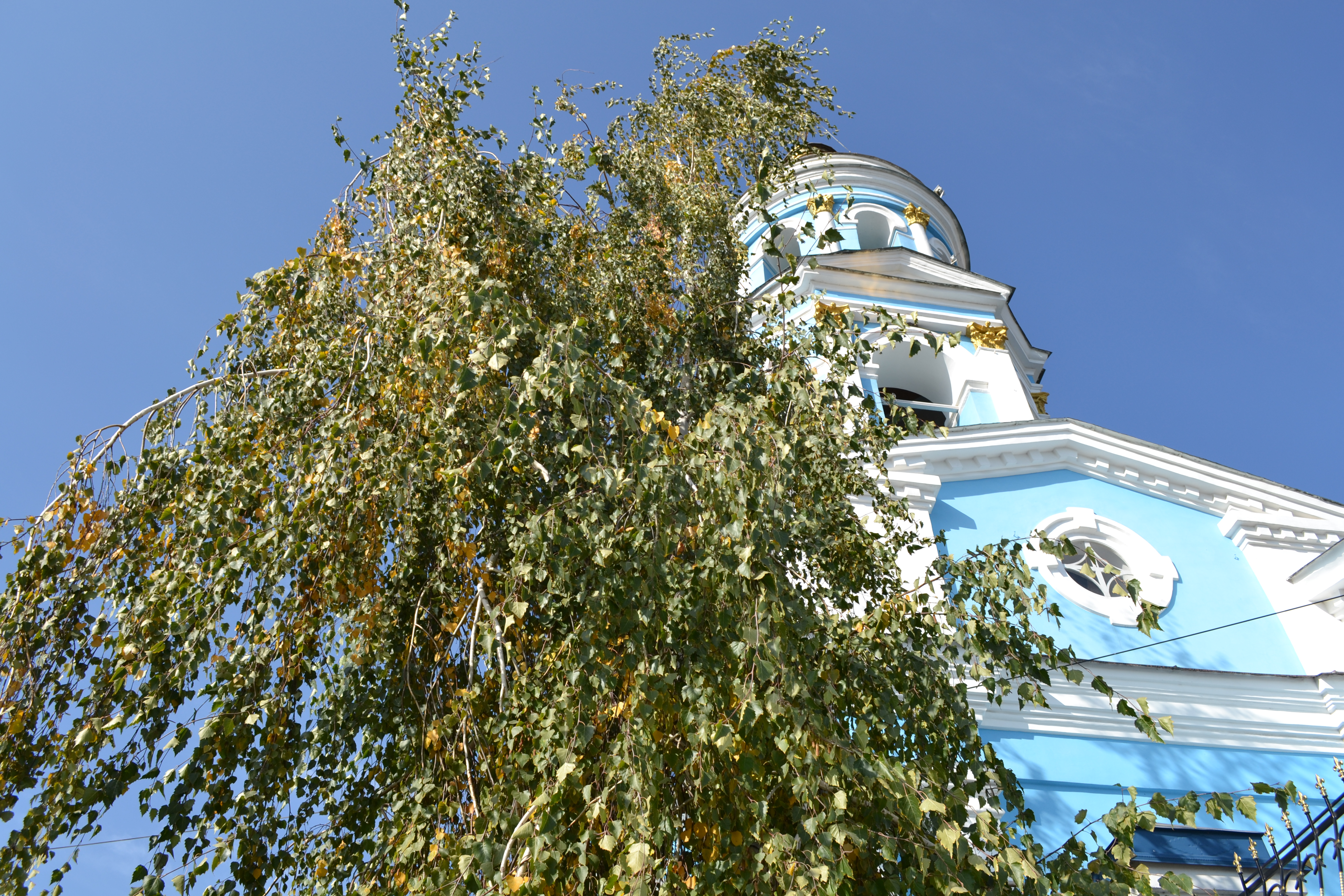
Вид на дзвіницю (2014 рік)
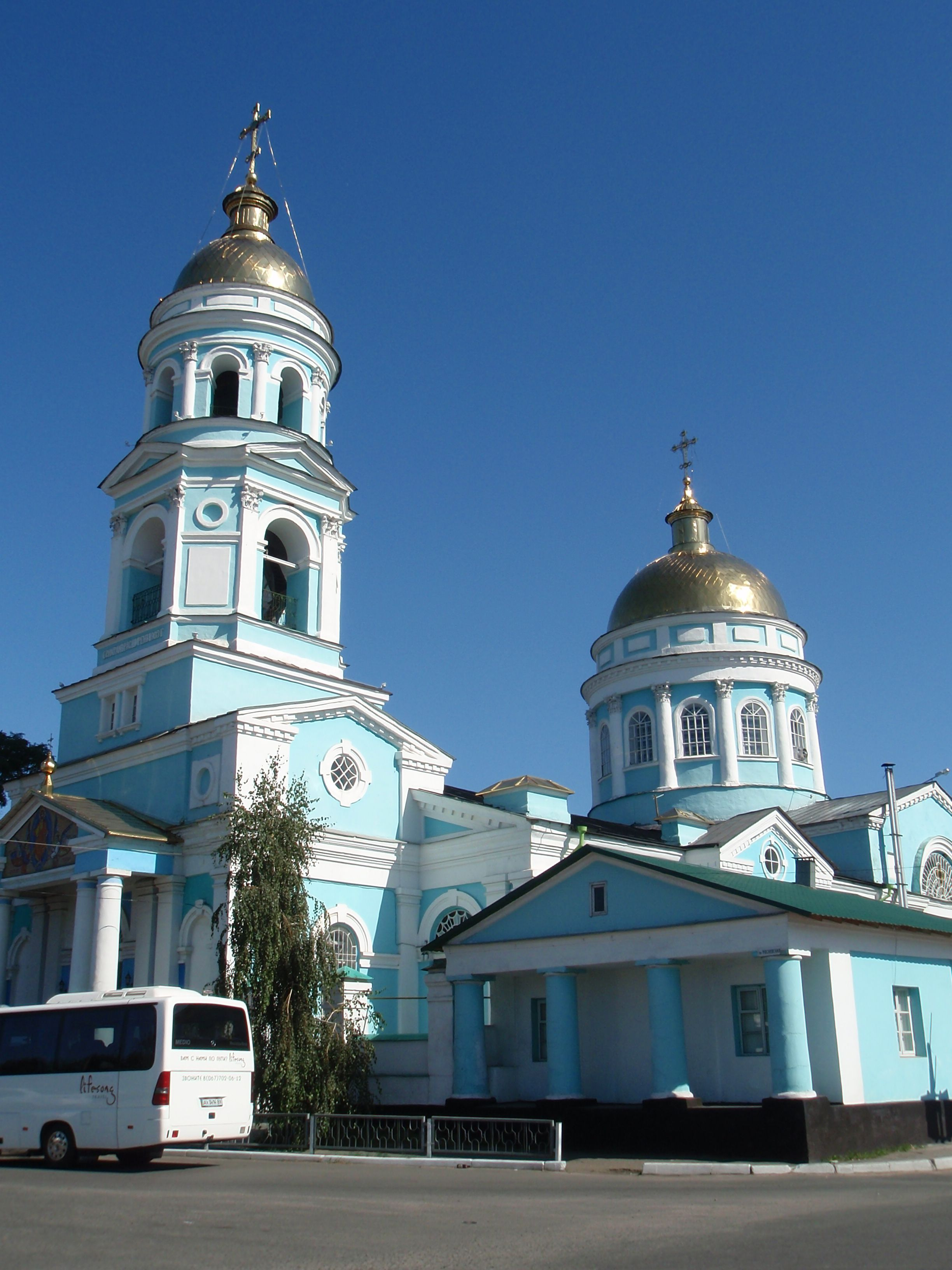
Вознесенська церква з дзвіницею (2014 рік)
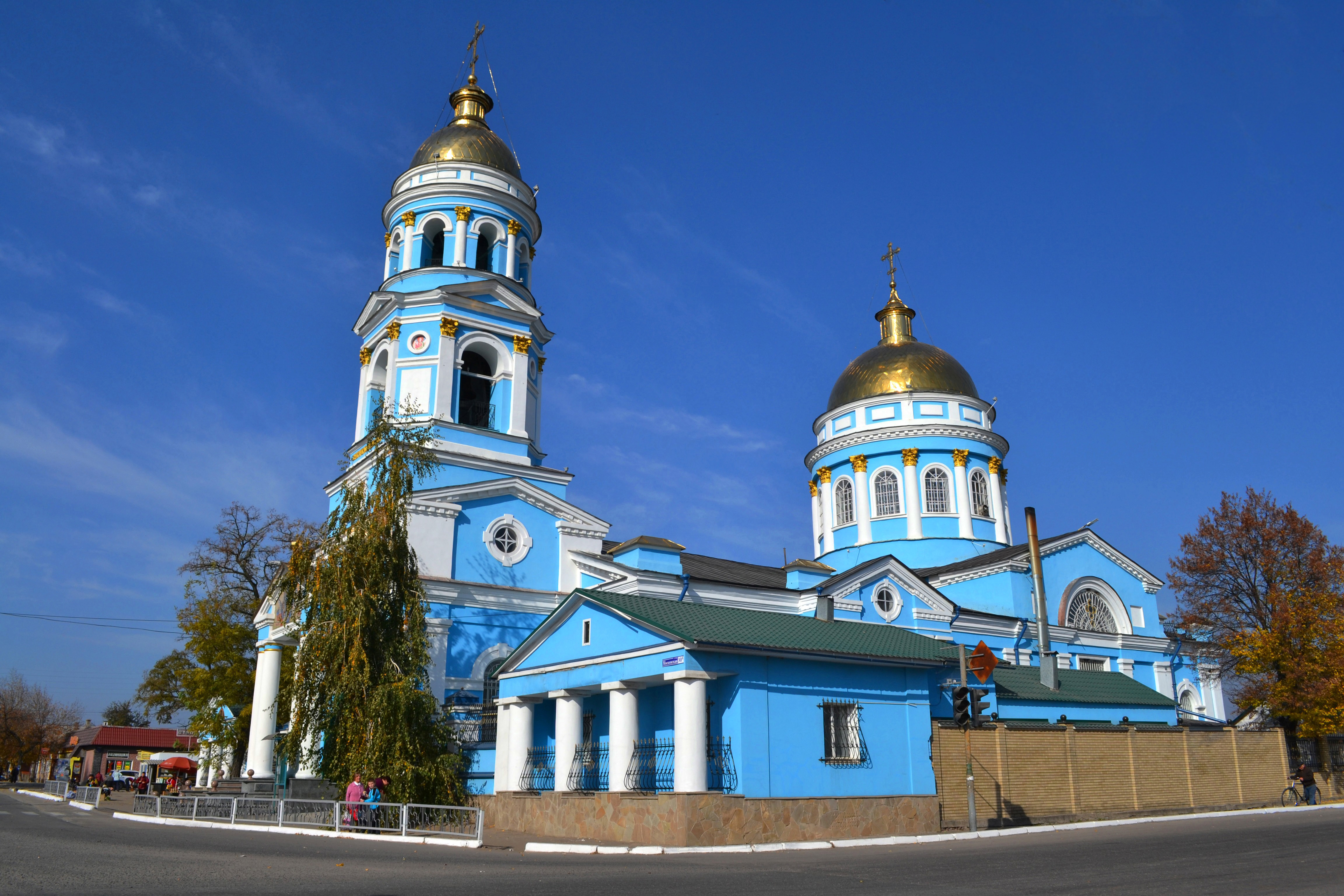
Вознесенська церква